# Marius Roelof Johan Brinkgreve
Marius Roelof Johan Brinkgreve (Utrecht, 1 augustus 1888 - Amersfoort, 17 juli 1966), was een Nederlands fascist.
Hij werd geboren binnen het gezin van de journalist (later redacteur van het Utrechtsch Dagblad) Martinus Brinkgreve en Margaretha Broekhoff. Hij is broer van arts/schrijfster Willy Brinkgreve. Van de uit het huwelijk voortgekomen kinderen werd Geurt Brinkgreve kunstenaar en zoon Henk Brinkgreve verzetsstrijder.
Brinkgreve was tijdens zijn studie klassieke talen in Utrecht lid van de Literair Historische Kring van het Utrechtsch Studenten Corps. Tot dit literaire gezelschap behoorden onder anderen ook Jacques Bloem, Annie Salomons en François Pauwels. Brinkgreve beëindigde zijn studie klassieke talen met een promotie. Brinkgreve was sinds zijn studietijd in Utrecht een van de beste vrienden van de schilder en Erich Wichmann. In 1915 was Brinkgreve betrokken bij Wichmanns plannen een ‘artstiek tijdschrift’ op te richten. Bij deze plannen waren ook Theo van Doesburg en Jacob Johan (roepnaam Jaap) van Gelderen betrokken. De uitgeverij die Brinkgreve hiervoor benaderde, W.L. & J. Brusse's Uitgeversmaatschappij in Rotterdam, was bereid het tijdschrift voor ƒ 3000,- per jaar uit te geven. Maar, omdat Van Doesburg en Wichmann niet lang daarna ieder hun eigen weg gingen, werden de plannen vroegtijdig afgeblazen.
Nadat Brinkgreve tussen 1912 en 1919 leraar aan het Utrechts Stedelijk Gymnasium was geweest, werd hij op uitnodiging van Carel Begeer directeur van de medaille-afdeling van Begeers Zilverfabriek te Voorschoten.
Rond 1933 was hij lid van het bestuur van de Nationale Unie. In datzelfde jaar was hij lid van het 'directorium' (bestuur) van de Corporatieve Concentratie. In 1934 was hij korte tijd de leider van De Vuurslag, een politieke beweging voortgekomen uit de Algemeene Nederlandsche Fascisten Bond. Gedurende de bezetting was hij enige tijd 'Verwalter' van de joodse kunsthandel Vecht.
 Portaal: Fascisme en nationaalsocialisme in Nederland · Fascisme · Nationaalsocialisme